# Ришарлисон (футболист, 1982)
Риша́рлисон, полностью Ришарлисон Барбоза Фелизбино (порт.-браз. Richarlyson Barbosa Felisbino) — бразильский футболист, полузащитник. Выступал в сборной Бразилии.

## Биография
Начал профессиональную карьеру в «Санту-Андре».
В 2005 году стал игроком «Сан-Паулу» и выиграл с «трёхцветными» Кубок Либертадорес и клубный чемпионат мира.
В том же 2005 году возникли слухи насчёт нетрадиционной сексуальной ориентации, однако это было отвергнуто самим игроком, его партнёрами по клубу и руководством «Сан-Паулу». Поводом для таких разговоров стало празднование гола в ворота «Палмейраса» Ришарлисоном, так называемого Dança da bundinha. Несмотря на то, что недоброжелатели игрока продолжают создавать в интернете пародии и издёвки в адрес игрока, в прессе сошлись на том, что поведение игрока было всего лишь частью «образа мачо». Также, в 2007 году Ришарлисон выиграл судебное дело против тренера «Палмейраса», назвавшего его геем, тем самым, по словам футболиста, нанеся вред его репутации.
6 февраля 2008 года Ришарлисон дебютировал в сборной Бразилии в матче против сборной Ирландии, в котором «Селесао» победила со счётом 1:0.
В 2011 году перешёл в «Атлетико Минейро», с которым в 2013 году вновь завоевал Кубок Либертадорес, причём для клуба из Белу-Оризонти это был первый успех подобного рода.

## Семья
Ришарлисон — сын известного в прошлом игрока и капитана «Коритибы» Рейналдо Фелизбино, чемпиона Бразилии 1985 года, выступавшего в том числе и за «Флуминенсе». Родной брат Ришарлисона — Александро — выступает за «Васко да Гама», в прошлом также выступал за «Интернасьонал», «Крузейро» и лиссабонский «Спортинг». Кроме того, Ришарлисон и Александро — шурины бывшего игрока сборной Португалии Деку по одному из его браков.

## Титулы
- Чемпион Бразилии (3): 2006, 2007, 2008
- Чемпион Кубка Бразилии (1): 2004
- Обладатель Кубка Либертадорес (1): 2013
- Победитель Клубного чемпионата мира (1): 2005
- Обладатель Серебряного мяча (1): 2007